# Tandy TRS-80 Model 100
Der TRS-80 Modell 100 des Elektronikhändlers Tandy RadioShack aus dem Jahr 1983 gehörte zusammen mit Olivetti M-10, NEC PC-8201 und NEC PC-8300 zu einer Familie von portablen Computern, die auf der Plattform des Kyotronic 85 von Kyocera basierten. Das Design mit einem sparsamen CMOS-Prozessor 8085 und statischem CMOS-RAM (8–32 KiB) ermöglichte mit 4 AA-Batterien eine Betriebszeit von bis zu 20 Stunden. Besonders unter Journalisten war das Gerät wegen seines eingebauten 300 Baud-Modems und der enthaltenen Textverarbeitung sehr verbreitet. Weltweit wurden über 6 Millionen Stück verkauft.

## Zubehör
Für das Model 100 wurden verschiedene Erweiterungen angeboten:
- Video- und Diskettenerweiterung DVI1 (26-3806) mit ein oder zwei 5¼-Zoll-Laufwerken (formatierte Kapazität 180 KiB) sowie 80×25 Zeichen-Textdarstellung,
- Portable Disk Drive TPDD (26-3808), ein 3½-Zoll-Laufwerk (formatierte Kapazität 90 KiB), angeschlossen über die serielle Schnittstelle,
- Portable Disk Drive 2 TPDD2 (26-3814) mit doppelter Kapazität (180 KiB),
- TRS-80 Acoustic Coupler for use with Model 100 (26-3805), eine spezielle Lautsprecher-/Mikrofonkombination zum Einsatz als Akustikkoppler,
- Model 100 8K RAM Expansion (26-3816), Speichererweiterung um 8 KiB bis maximal 32 KiB,
- Bar Code Wand (26-1183), ein Barcode-Lesestift,
- Thermal Ribbon Printer TRP-100 (26-1275), ein Thermodrucker zum netzunabhängigen Einsatz mit Batterien.

Außerdem existierte die Möglichkeit, zusätzliche Software in Form eines Option-ROM zu installieren. Nur ein ROM konnte jeweils installiert sein.
- Multiplan (26-3829), Tabellenkalkulation von Microsoft,
- Interactive Solutions  (26-3844), eine Kombination einer Textverarbeitung, einer Datenbank und einer Tabellenkalkulation von DCM data products.

Verschiedene Tandy-Peripheriegeräte, insbesondere aus dem Heimcomputerbereich, wie der 4-Farb-Plotter CGP-115- oder der Kassettenrekorder CCR-82, wurden in speziellen Varianten für das Model 100 angeboten. Meist beschränkten sich die Anpassungen jedoch auf eine Farbgebung in Weiß mit schwarzen Zierlinien, passend zum Model 100.

## Weiterentwicklung
1984 wurde der Tandy 200 als erweiterte Version des Model 100 vorgestellt. Weitgehend kompatibel bot er eine doppelt so große Anzeige (16×40 Zeichen) sowie einen Speicherausbau bis 72 KiB, organisiert als 3 Banks mit je 24 KiB. Softwareseitig wurde Multiplan als Tabellenkalkulation hinzugefügt.
Im Oktober 1985 wurde der Tandy 600 als letzte Entwicklung mit eigener Struktur und Software im ROM vorgestellt. Spätere Geräte waren handelsübliche IBM-kompatible Laptops. Er basierte nicht mehr auf dem Kyocera Design, sondern verwendete eine 80C88 (3,07 MHz) sowie Microsofts Handheld DOS (HHDOS). Der Tandy 600 bot 32-224 KiB batteriegepuffertes RAM sowie ein 3½ Zoll Diskettenlaufwerk im Standard MS-DOS Format. BASIC war nicht mehr Teil der Grundausstattung, ein BASIC ROM konnte jedoch anstelle des Multiplan ROMs installiert werden. 
Das Model 102 ersetzte 1986 das Model 100 und unterschied sich von diesem nur durch ein flacheres Gehäuse, eine Grundausstattung von 32 KiB RAM, sowie einiger Fehlerkorrekturen im ROM.

## Trivia
- Die N82 Version des Microsoft BASIC 80 in der Model-100-Firmware war das letzte Microsoft-Produkt, das Bill Gates persönlich zusammen mit Jay Suzuki entwickelte.
- Im Dateisystem befinden sich zwei unsichtbare Dateien namens "Hayashi" und "Suzuki" sowie eine gelöschte Datei namens "RickY", welche die Entwickler Junji Hayashi, Jay Suzuki und Rick Yamashita verewigen.
- Der Rechner hat ein Jahr-2000-Problem: Im Hauptmenu wird immer die aktuelle Jahreszahl angezeigt. Diese Anzeige wurde vom Werk auf 19XX eingestellt, so dass die Jahre ab 2000 nicht richtig dargestellt werden. Für dieses Problem gibt es Lösungsvorschläge im Internet.
- Das Gerät war beim BTX-Hack des Chaos Computer Clubs beteiligt, da mit dessen Motor-Relais eine Taste auf dem BTX-Terminal periodisch gedrückt wurde.

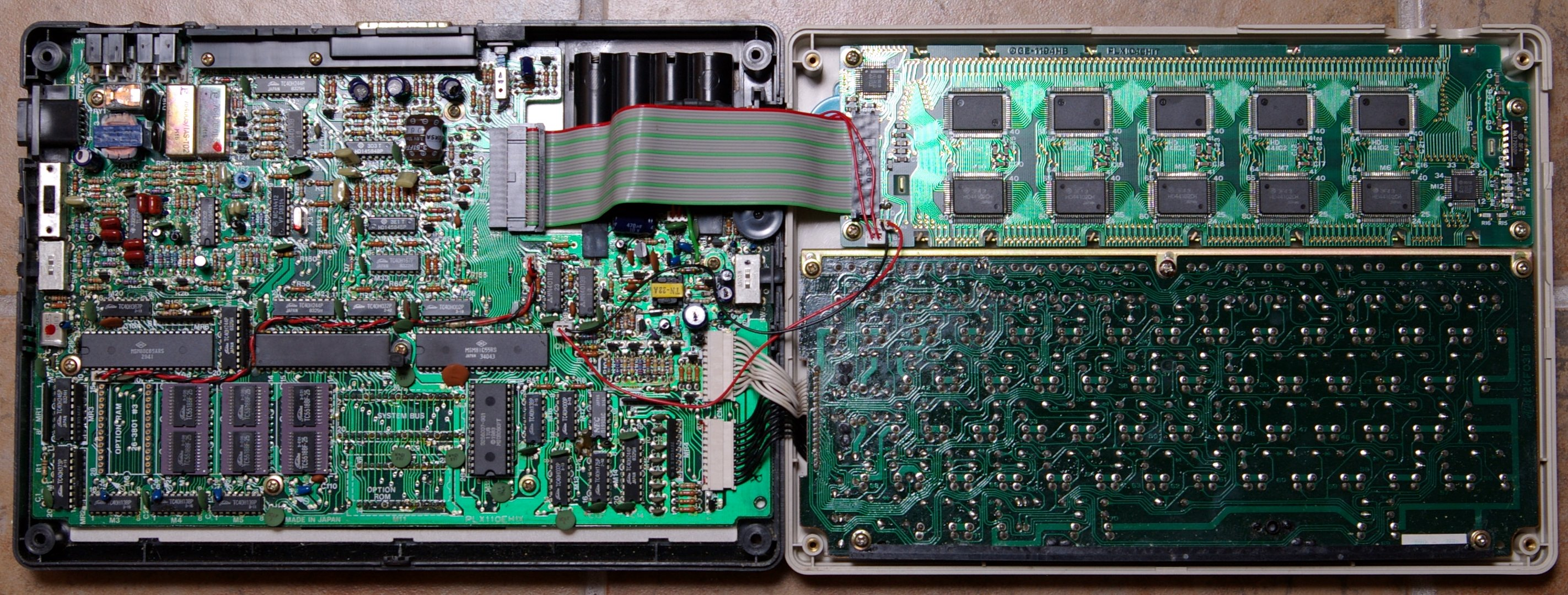
M100 von innen. Rechner Links, Tastatur und Anzeige rechts.